# セキショクヤケイ

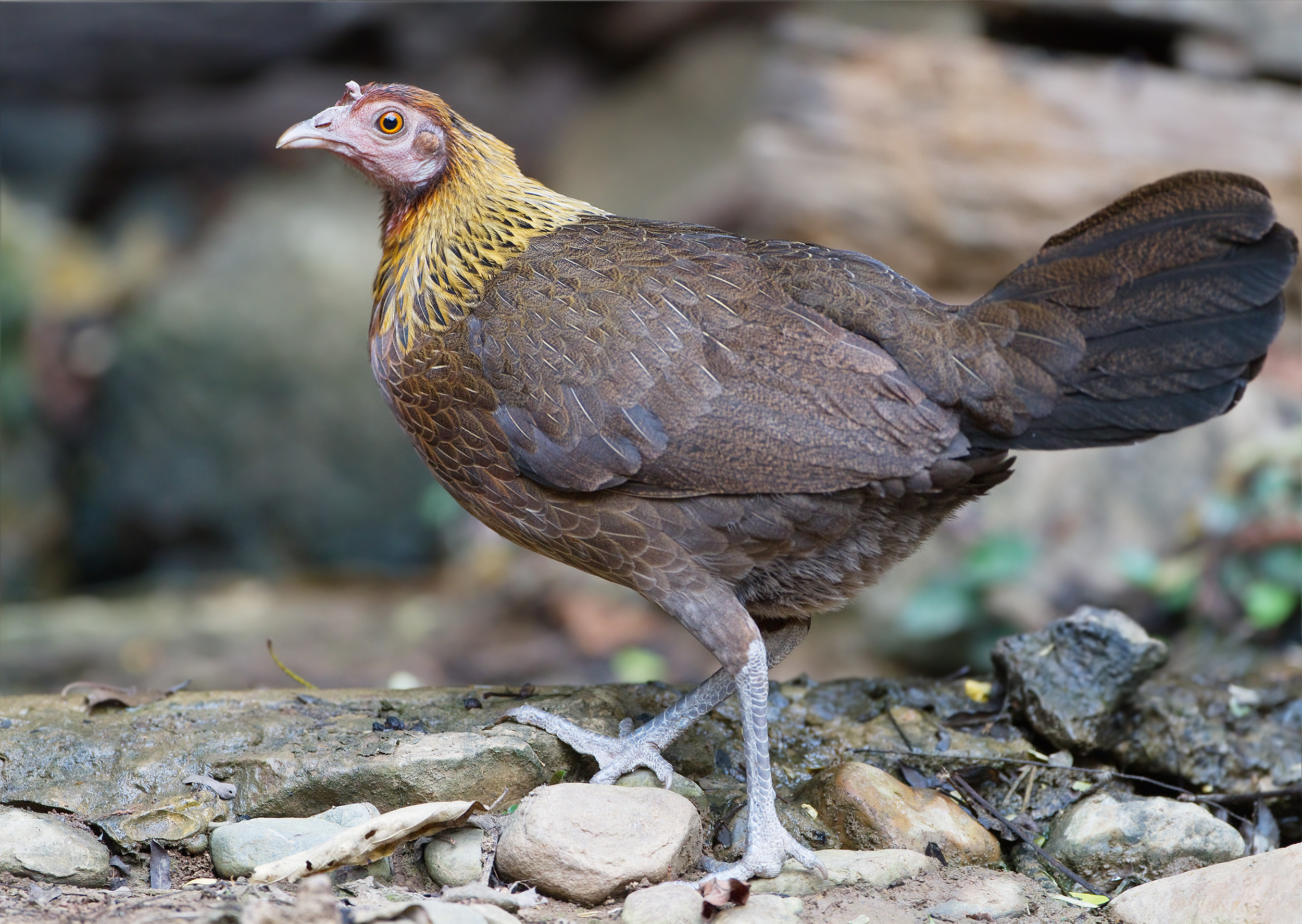
タイ王国のメスのセキショクヤケイ

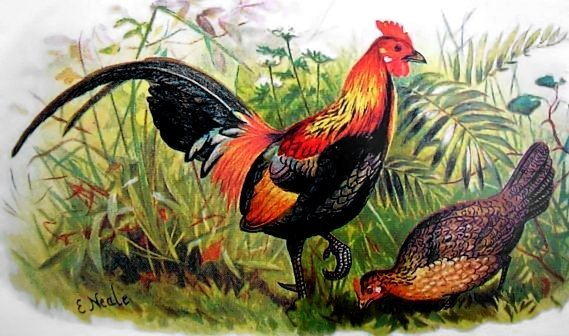
オスとメスのセキショクヤケイの絵

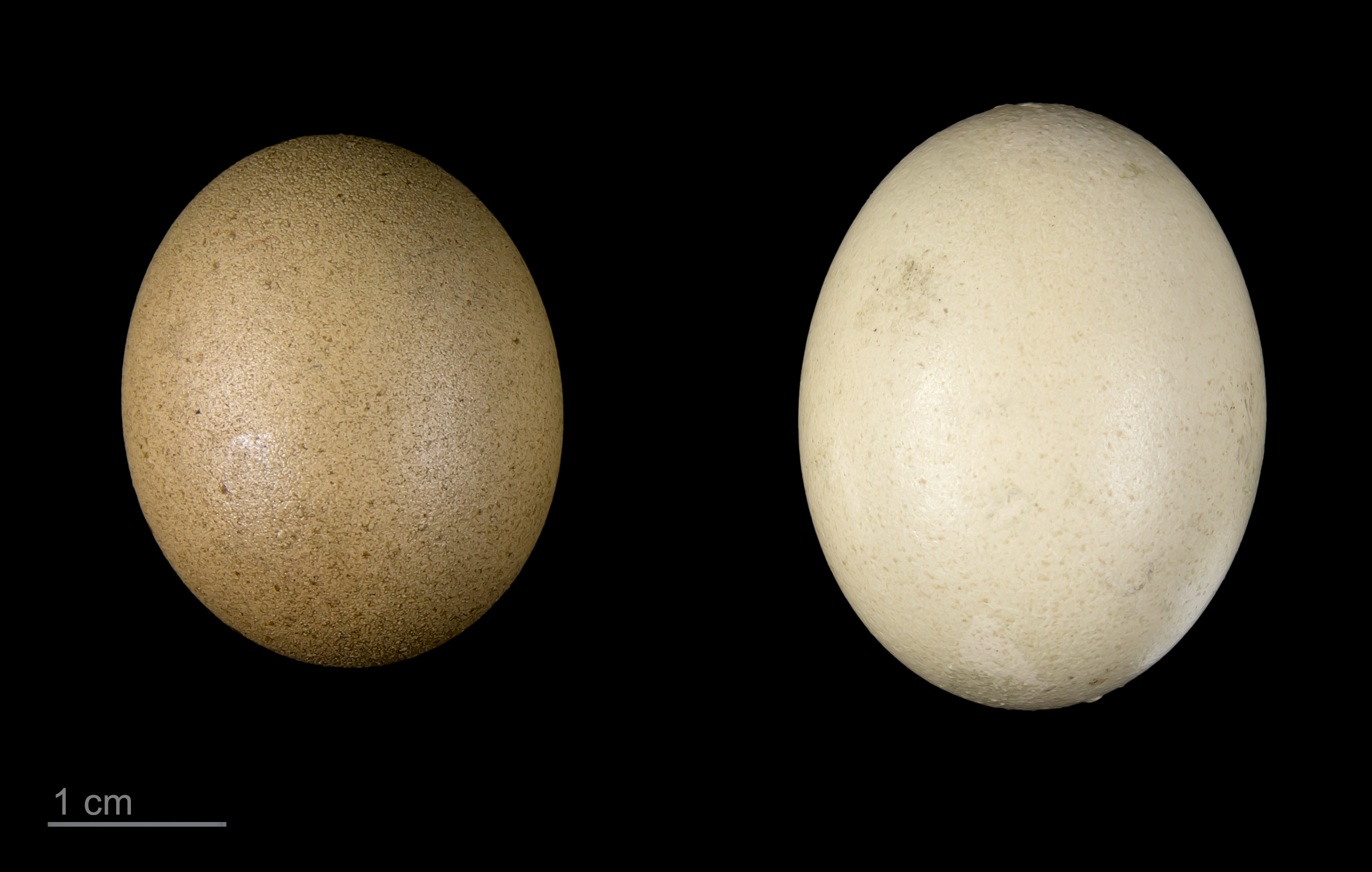
Gallus gallus

セキショクヤケイ（赤色野鶏、学名：Gallus gallus）は、キジ目キジ科に分類される鳥類の一種。
中国南部からフィリピン、マレーシア、タイなど東南アジア熱帯地域のジャングルに生息する野鶏である。羽は赤笹色で体重は成鳥で1kg弱程度である。なお、ニワトリはこれを家禽化したものと現在では考えられている。近年では人間に飼われているニワトリとの交雑（遺伝子汚染）が進み、純粋な野生種は絶滅の危機があるともいわれている。なお、日本の地鶏などはこのセキショクヤケイの特徴を残しているものが多い。

## 概要
セキショクヤケイはニワトリと同様、強い性的二形を示す鳥である。雄は体が大きく頭部には鶏冠と肉垂れがあり、首から尻尾まで赤笹色（明るい金からブロンズ）の羽に覆われている。また尾が長く、色は光の加減によって黒から青色の間に見える。メスにはニワトリ同様鶏冠が小さく、また、セキショクヤケイの集団においては卵やひなの世話はメスだけがするために羽毛もカモフラージュ色をしている。脚はともに鉛色である。
鳴き声もニワトリに近い。繁殖期には、雄鶏は鳴くことにより、潜在的な繁殖相手をひきつけ、また近くにいる他の雄に対して、交尾争いの危険があることを気づかせるのに役立っている。また交尾争いのために、脚には長い蹴爪をもつ。